# Crowdin
Crowdin은 사유, 클라우드 기반 현지화 기술 및 서비스 회사이다. 상업용 제품을 위한 서비스형 소프트웨어를 제공하고, 비상업적인 오픈 소스 모델 프로젝트 및 교육 프로젝트에 소프트웨어를 무료로 제공한다.

## 역사
이 회사는 2008년 우크라이나인 프로그래머 세르히 드미트리신이 소규모 프로젝트의 현지화를 위한 취미 프로젝트로 설립했다. 이 플랫폼은 2009년 1월에 공식적으로 출시되었다. 이후 소프트웨어 및 게임 개발 (마인크래프트 포함) 회사에서 소프트웨어 번역에 채택되었다. 이 제품군에는 자동화된 기계 번역 엔진과 번역을 저장하고 재사용할 수 있는 번역 메모리가 포함되어 있다.

## 번역 방식
이 도구에는 언어학자가 텍스트를 번역하고 교정할 수 있는 온라인 번역 편집기가 있다. 번역 전략에는 자체 번역 팀, 크라우드소싱 및 번역 에이전시가 포함된다. Crowdin은 다음과 같은 번역 에이전시와 마켓플레이스를 운영한다. Inlingo, Alconost, Applingua, Babble-on, Gengo, Tomedes, Translated, Translate by Humans, WritePath, Farsi Translation Services, Bureau Translations, e2f, Web-lingo, Leanlane 및 Acclaro.
Crowdin은 기계 번역을 번역 워크플로에 통합했다. 현재 마이크로소프트 번역기, 구글 번역, 아마존 번역, 왓슨(IBM) 번역기, DeepL 번역 등 다음 MT 시스템을 지원한다. 기계 번역은 사후 편집될 수 있다.

## 같이 보기
- 트라도스 스튜디오
- MemoQ
- 프레이즈
- Poedit
- Pootle
- 트랜시펙스
- Weblate
- Translatewiki.net